# Nathan Mendelsohn
Nathan Saul Mendelsohn, CM FRSC (14 avril 1917 - 4 juillet 2006) est un mathématicien né aux États- Unis qui a vécu et travaillé au Canada. Mendelsohn est actif dans plusieurs domaines des mathématiques discrètes, dont la théorie des groupes et la combinatoire.

## Jeunesse et éducation
Mendelsohn est né en 1917 à Brooklyn, New York l'aîné des quatre enfants de Samuel Mendelsohn (1880–1959) et Sylvia Kirschenbaum (1895–1984). Ses grands-parents paternels, Hyman Mendelsohn (1853-1928) et Hinda, née Silverstone (1859-1942) ont initialement émigré à Montréal depuis la Roumanie en 1898. En 1918, lui et sa famille déménagent à Toronto, Ontario, Canada, après qu'un incendie ait détruit l'immeuble dans lequel ils vivaient. Mendelsohn et sa famille vivent alors dans une maison au 13 Euclid Avenue.
Mendelsohn termine toutes ses études à l'Université de Toronto. Il n'aurait pas pu fréquenter l'université s'il n'avait pas obtenu une bourse de quatre ans pour ses frais de scolarité et ses livres. En 1938, il fait partie de l'équipe de l'Université de Toronto pour le premier Concours Putnam, avec Irving Kaplansky et John Coleman. L'équipe se classe première  et chacun des trois membres de l'équipe remporte cinquante dollars. Mendelsohn obtient son doctorat en 1941 avec une thèse intitulée "A Group-Theoretic Characterization of the General Projective Collineation Group (Une caractérisation théorique de groupe du groupe général de collinéation projective)" et résumée dans les Actes de l'Académie nationale des sciences en 1944, sous la direction de Gilbert de Beauregard Robinson.
Mendelsohn commence également à pratiquer des tours de magie au lycée pour calmer un tremblement dans ses mains. Il se classe deuxième au concours de la Fraternité internationale des magiciens de 1953, derrière Johnny Carson. Il pouvait mémoriser un jeu de cartes mélangées en ne voyant chaque carte qu'une seule fois brièvement, ou une liste de cinquante objets appelés dans n'importe quel ordre. Il pouvait identifier la position de chaque carte ou nommer la carte dans n'importe quelle position.

## Carrière
Pendant la Seconde Guerre mondiale, Mendelsohn travaille sur des simulations d'artillerie et de décodage. Comme pour la plupart des travaux mathématiques à des fins militaires à l'époque, il est classifié. Bien que d'autres aient raconté après cinquante ans quel était leur rôle exact, Nathan Mendelsohn a strictement suivi la loi sur les secrets officiels et n'a jamais révélé les détails exacts de ce qu'il avait fait. Nous savons maintenant que lorsque la Norvège est tombée aux mains des nazis, il a travaillé dans une équipe recalculant des tables balistiques pour le bois canadien, car le TNT est fabriqué à partir de bois. Puis il brise le code au Camp X du Canada, qui est l'équivalent canadien de Bletchley Park.
De 1945 à 1947, Mendelsohn est professeur à l'Université Queen's à Kingston, Ontario, Canada. Le fils de Mendelsohn fait remarquer plus tard que Mendelsohn "avait compris qu'en tant que juif, il n'obtiendrait jamais un poste permanent" à Queen's, car l'université "avait déjà un professeur juif dans le département".
En 1947, Mendelsohn part à l'Université du Manitoba à Winnipeg au Manitoba et y reste jusqu'à sa retraite en 2005.
Au cours des premiers étés à l'Université du Manitoba, Mendelsohn se rend à Québec pour enseigner afin de compléter son salaire annuel de 3 000 $ à l'Université du Manitoba. En 1958, Mendelsohn et Dulmage publient l'article "Coverings of biparte graphs", dans lequel la décomposition Dulmage-Mendelsohn est décrite. Mendelsohn est également connu pour les systèmes triples de Mendelsohn.
Mendelsohn dirige le département de mathématiques de l'Université du Manitoba pendant près d'un quart de siècle.
Au début des années 1960, Mendelsohn revient aux mathématiques classifiées, cette fois à la RAND Corporation. De 1969 à 1971, Mendelsohn est président de la Société mathématique du Canada.
Mendelsohn prend sa retraite de l'Université du Manitoba en 2005. Il est décédé le 4 juillet 2006 d'une hépatite C contractée par du sang contaminé.

## Prix
En 1957, Mendelsohn est nommé membre de la Société royale du Canada. Il remporte la médaille Henry Marshall Tory en 1979.
Le 15 avril 1999, Mendelsohn est nommé membre de l'Ordre du Canada.
En 2008, le prix Nathan Mendelsohn est créé par sa famille à l'Université du Manitoba pour l'étudiant le mieux classé d'une université canadienne au concours Putnam.